# الجمعية التونسية لقرى الأطفال إس أو إس
الجمعية التونسية لقرى الأطفال س وس منظمة غير حكومية تونسية.

## وصلات خارجية
- الموقع الرسمي